# Gypsophila cephalotes
Gypsophila cephalotes là loài thực vật có hoa thuộc họ Cẩm chướng. Loài này được (Schrenk) F.N.Williams mô tả khoa học đầu tiên năm 1889.